# اوتو روئم
اوتو روئم (انگلیسی: Otto Roehm; ۲ اوت ۱۸۸۲ – ۱ مهٔ ۱۹۵۸) کشتی‌گیر اهل ایالات متحده آمریکا بود.